# William Davenant
William Davenant, född 3 mars 1606, död 7 april 1668, var en engelsk dramatisk författare och teaterledare. Han var far till Charles Davenant.
Davenant blev under en äventyrlig ungdom officer och blev som sådan adlad och lät påskina att han var William Shakespeares naturlige son och började snart vandra i dennes fotspår, dels med bearbetningar av hans mästerverk bland annat Macbeth och Stormen och dels med egna, av samtiden beundrade skådespel. Protektoratets teaterförbud kringgick Davenant genom att från 1656 i Rutland house i London efter italienskt mönster ge sina föreställningar musikdramats from och operans namn. Han fick 1661 kungligt privilegium på The Duke's Theatre, som han i tekniskt avseende moderniserade och konstnärligt gjorde till Englands ledande dramatiska scen. Davenant var den förste som lät kvinnorollerna spelas av kvinnor. I yngre dagar stod han högt i gunst hos drottning Henriette och blev 1637 poeta laureatus. Davenants dramatiska arbeten utgavs 1872-75 i 5 band.

## Fotnoter
1. 1 2  Charles Dudley Warner (red.), Library of the World's Best Literature, 1897, läs online.[källa från Wikidata]
2. ↑  SNAC, SNAC Ark-ID: w64j0p53, läst: 9 oktober 2017.[källa från Wikidata]
3. ↑  International Music Score Library Project, IMSLP-ID: Category:Davenant,_William, läst: 9 oktober 2017.[källa från Wikidata]
4. ↑  Find a Grave, Find A Grave-ID: 20605, läst: 9 oktober 2017.[källa från Wikidata]
5. 1 2  Kindred Britain.[källa från Wikidata]
6. ↑  Darryl Roger Lundy, The Peerage.[källa från Wikidata]